# Sông Đắk R'Măng
Sông Da R' Mang (tên khác: Sông Nao M' Bôm) là một con sông đổ ra Sông Ea Krông Nô. Sông có chiều dài 85 km và diện tích lưu vực là 1.452 km². Sông Da R' Mang chảy qua các tỉnh Đắk Nông, Lâm Đồng.